# Eymenischken (Stallupönen)
Eymenischken (1938 bis 1945: Eimental) ist ein verlassener Ort in der russischen Oblast Kaliningrad.
Die Ortsstelle befindet sich vier Kilometer nordwestlich von Watutino (Tutschen) am Fluss Uljanowka (dt. Eymenis, 1938 bis 1945: Eimenfließ) und ist von dort über eine Nebenstraße zu erreichen.
Auf dem ehemaligen Gemeindegebiet von Eymenischken/Eimental, das zum Kreis Stallupönen gehörte, treffen die Grenzen dreier Rajons zusammen. Der Bereich südlich des Flusses gehört zum Rajon Nesterow, und nördlich des Flusses der (kleinere) östliche unbewohnt gewesene Bereich zum Rajon Krasnosnamensk und der westliche bewohnt gewesene Bereich zum Rajon Gussew.
In der Nähe gab es im Kreis Pillkallen noch zwei weitere Orte, die Eymenischken genannt wurden: Eymenischken-Baltadonen, das ab 1928 Teil von Heinrichsfelde war, sowie Eymenischken-Wassoken.

## Geschichte

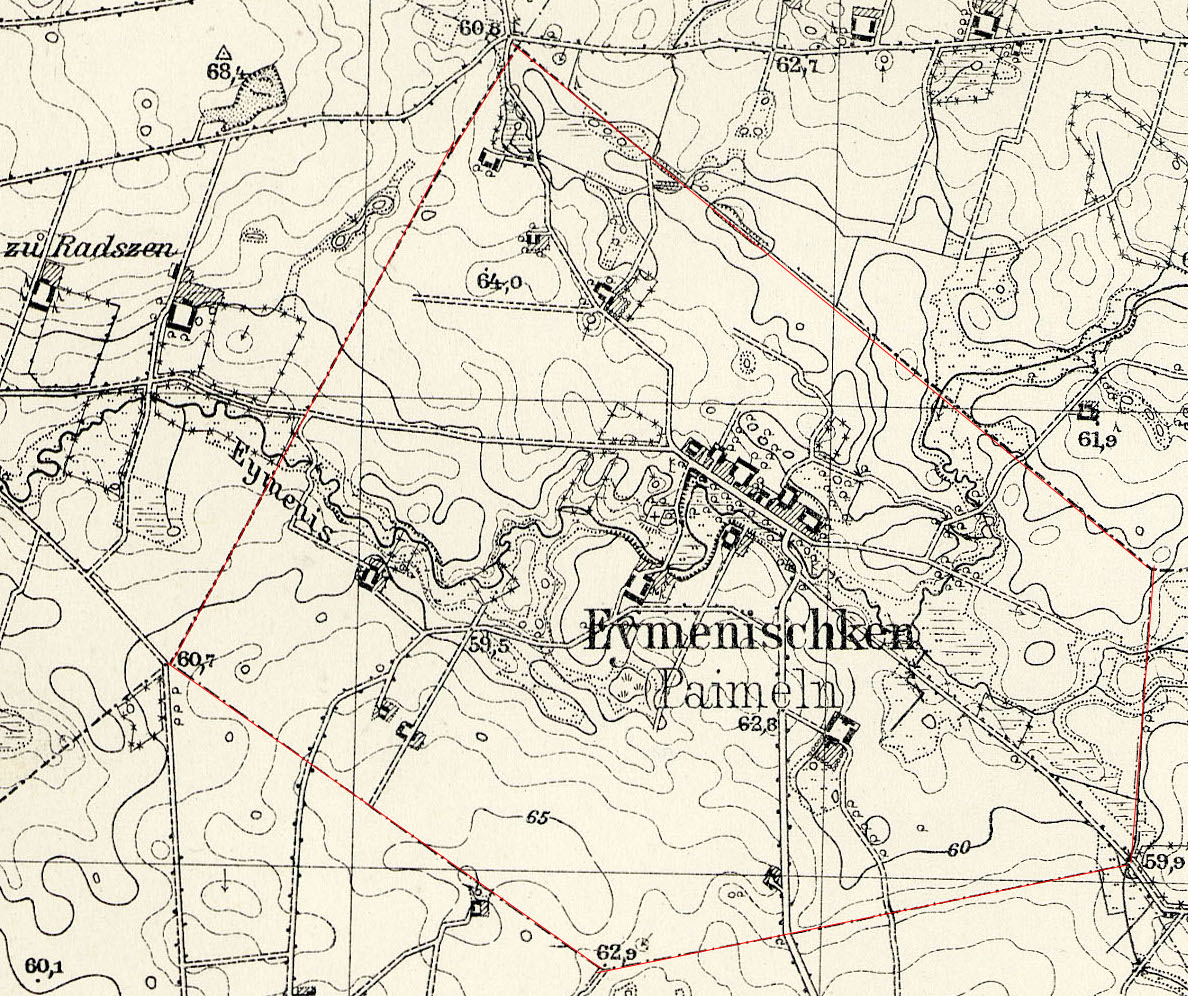
Die Landgemeinde Eymenischken auf einem Messtischblatt von 1933

Um 1780 war Eimenischken, das auch Baimenen genannt wurde, ein königliches Bauerndorf. 1874 wurde die Landgemeinde Eymenischken dem neu gebildeten Amtsbezirk Jentkutkampen im Kreis Stallupönen zugeordnet. 1938 wurde Eymenischken in Eimental umbenannt. 
1945 kam der Ort in Folge des Zweiten Weltkrieges zur Sowjetunion. Einen russischen Namen bekam er nicht mehr.

### Einwohnerentwicklung
| Jahr | Einwohner |
| ---- | --------- |
| 1867 | 119       |
| 1871 | 124       |
| 1885 | 133       |
| 1905 | 120       |
| 1910 | 113       |
| 1933 | 98        |
| 1939 | 82        |

## Kirche
Eymenischken/Eimental gehörte zum evangelischen Kirchspiel Kattenau.